# Château de Glérolles
Le château de Glérolles est un château situé sur le territoire de la commune vaudoise de Saint-Saphorin, en Suisse.

## Histoire
Le château tire son nom du latin glerula qui signifie gravier. Il est élevé à l'emplacement d'une ancienne localité gallo-romaine dévastée par le raz-de-marée de 563. 
Afin d'assurer  la sécurité  sur la  route reliant nord et sud des Alpes, l'évêque de Lausanne construit en 1150 un donjon sur l’ancien emplacement de Glérolles.
Il est racheté par l'évêque de Lausanne en 1303 à la famille de Palézieux qui le fortifie, lui donnant ainsi son surnom de « Chillon de Lavaux ». Les évêques Aymon de Montfalcon, puis Sébastien de Montfalcon, reconstruisent les logis, à l'est, à la fin du XVe siècle et début du XVIe siècle. C'est à partir de ce château que Sébastien de Montfalcon tente d'organiser la résistance du Pays de Vaud à l'invasion bernoise en 1536.

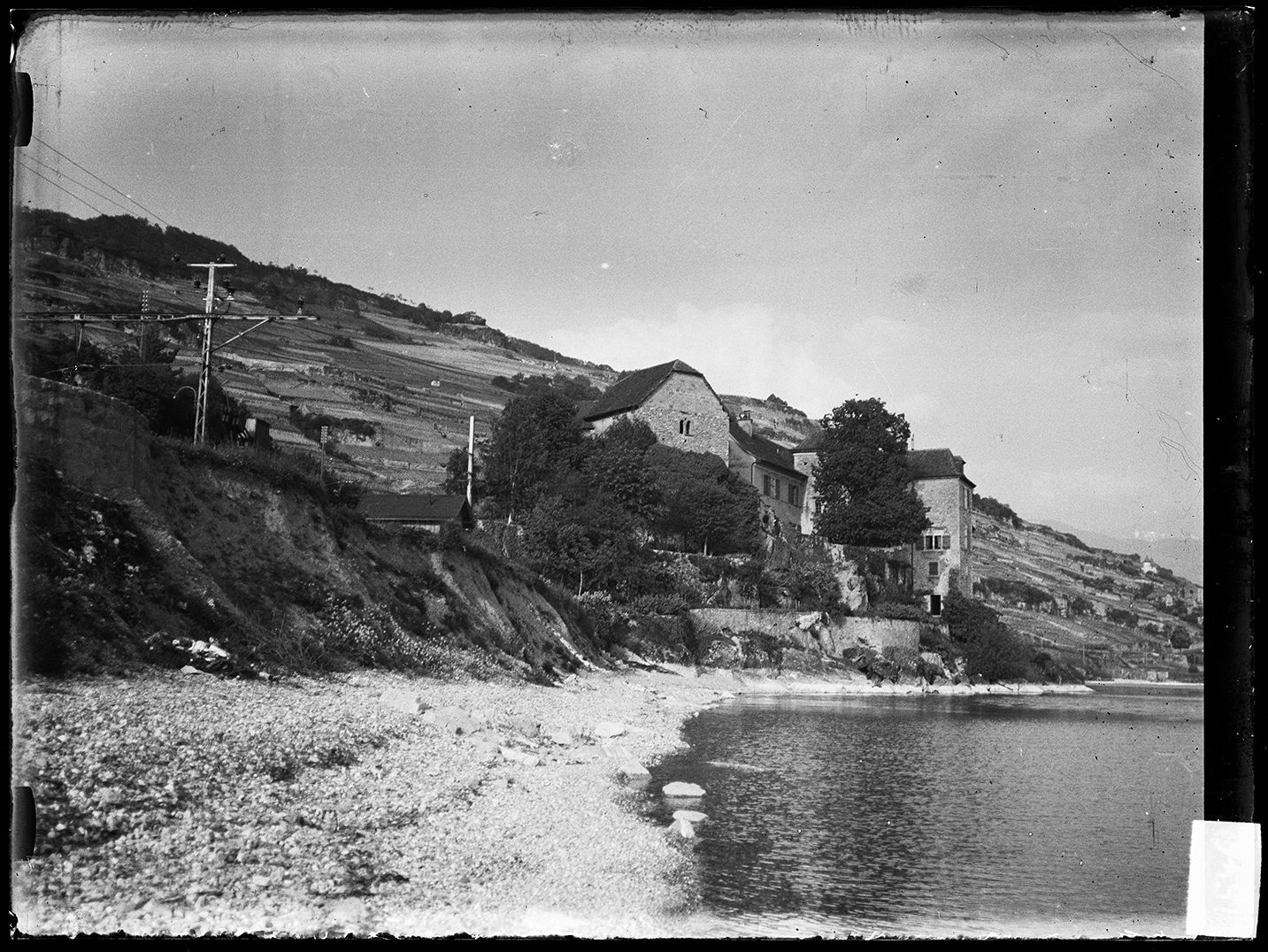
Vue du château par Albert Naef, 1901 (Archives cantonales vaudoises) CH-ACV AMH-C-1546.

Racheté par des privés en 1802, le château est fortement transformé aux XIXe et XXe siècles. Classé comme bien culturel d'importance régionale, il passe ensuite entre plusieurs mains jusqu'à devenir, en 2010, la propriété du promoteur immobilier Daniel-Henry Rey qui avait déjà acheté les vignes du domaine deux ans plus tôt.

## Domaine viticole
Le château est également un domaine viticole de 5 hectares en terrasse sur l'aire d'appellation Saint-Saphorin en Lavaux où sont produits différents cépages, parmi lesquels du chasselas, du Pinot noir, de l'Humagne rouge, et du Gewurztraminer (cépage).

## Personnalités qui y ont vécu
- Georges Borgeaud (1914-1998), écrivain suisse, y a vécu entre janvier 1941 et juillet 1943[7]. Il s'est inspiré de ce séjour pour son roman La Vaisselle des évêques (1959). Le château y apparaît sous le nom de "domaine des Faverges".
- Charles-François Landry (1909-1973), écrivain suisse, s'y est établi en 1942 et y est resté jusqu'à sa mort.
- Steven-Paul Robert (1896-1945), peintre suisse, y a passé les dernières années de la Seconde Guerre mondiale[8].
- Alberto Sartoris (1901-1998), architecte italien, y a séjourné dans les années 1930. C'est là qu'il conçoit le projet d'une cathédrale-monastère pour Fribourg (ville suisse), Notre-Dame du Phare[9], et celui de la maison du Docteur Breuleux, à Cully (Vaud)[10].